# Internet Explorer for Mac

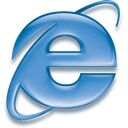
logo do IEMac

Internet Explorer for Mac (em tradução livre Internet Explorer para Mac), também conhecido como Internet Explorer for Macintosh, Internet Explorer Macintosh Edition, Internet Explorer:mac ou IE:mac é um navegador web proprietário desenvolvido pela Microsoft para a plataforma Macintosh. As versões iniciais foram desenvolvidas a partir do código-fonte do Internet Explorer para Windows. As versões seguintes foram divergentes à versão para Windows, sendo que na versão 5 foi incluído o motor de layout Tasman.
Como resultado do acordo de cinco anos entre a Apple e a Microsoft, em 1997 foi incluído como o navegador padrãono Mac OS e Mac OS X a partir de 1998, quando foi substituído em 2003 pelo navegador Safari, da Apple.
Em 16 de junho de 2003, a Microsoft anunciou que o desenvolvimento do Internet Explorer for Mac seria encerrado, quando foi lançada sua última atualização em 11 de junho de 2003. O navegador não foi incluído na instalação padrão do Mac OS X v10.4 "Tiger" que foi lançada em 29 de abril de 2005. A Microsoft ofereceu suporte para o produto até 31 de dezembro de 2005 e removeu o aplicativo do site de downloads para Macintosh em 31 de janeiro de 2006, e recomendou que "que os usuários migrem para tecnologias web mais recentes de navegação como o Safari, da Apple."